# Leerßen
Leerßen gehört zum Ortsteil Gessel der Stadt Syke im niedersächsischen Landkreis Diepholz.
Der Ort liegt im Naturpark Wildeshauser Geest zwischen dem Kernbereich von Syke und dem Syker Ortsteil Ristedt. Durch Leerßen verläuft die Kreisstraße K 122.
Bis 1974 war Leerßen ein Teil der bis dahin selbstständigen Gemeinde Gessel – seitdem gehört es zur Stadt Syke.
Kirchlich gehört Leerßen zusammen mit Gessel, Ristedt (Syke), Barrien, Okel und Osterholz zum Kirchspiel Barrien.

## Sehenswürdigkeiten
- Vom Leerßer Berg (54,4 m ü. NHN) hat man einen weiten Blick ins östlich gelegene Hachetal.
- Im Sommer 2010 wurde auf dem "Hohen Berg" (58,2 m ü. NHN), der höchsten Erhebung rund um Bremen, ein 13 m hoher Aussichtsturm errichtet, der die Rundumsicht deutlich erweitert.[1] Bei klarer Sicht hat man einen schönen Blick bis ins Wesertal und nach Bremen.
- Unter Schutz stehende Schlatts sind das Leerßener Schlatt und ein Schlatt in Leerßens Moorheide.
- Das Kriegerdenkmal in Leerßen an der „Leerßer Straße“ enthält die Namen von 11 Gefallenen und Vermissten aus dem Ersten Weltkrieg und die Namen von 19 Gefallenen und 8 Vermissten aus dem Zweiten Weltkrieg.